# Blasco Ximeno

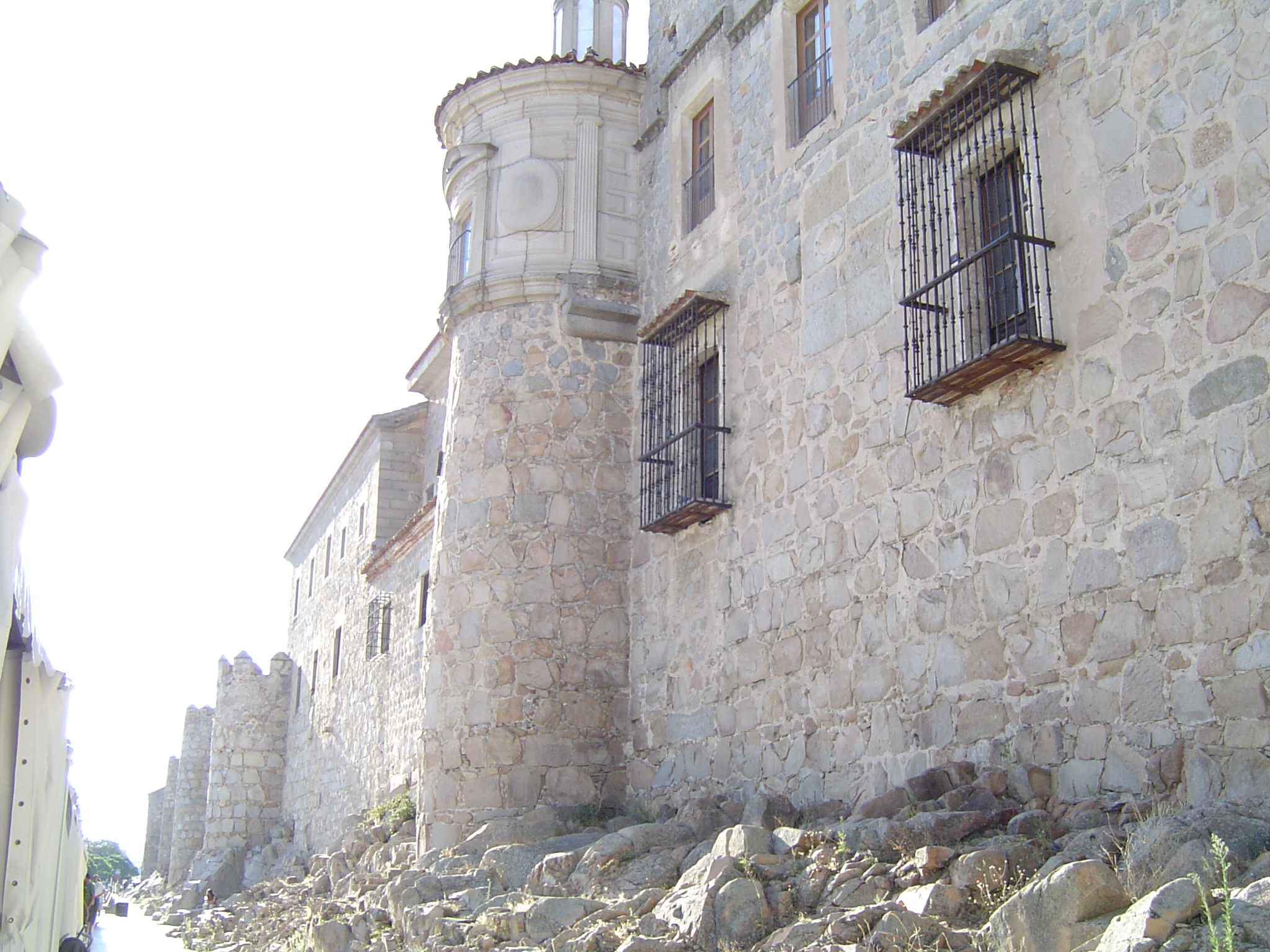
Fachada posterior do Palácio da Família Dávila encravado na muralha da cidade de Ávila.

Blasco Ximeno ou também Vasco Ximeno (Astúrias, Espanha, - 1116) foi governador da cidade de Ávila que desafiou o rei D. Alonso I de Aragón por este haver quebrando seu juramento e mandado ferver em óleo sessenta cavaleiros que a cidade de Ávila lhe havia dado como reféns. Por essa ousadia, foi morto pelos cavaleiros do rei. 

## Relações familiares
Foi filho de D. Ximeno Blázquez (Astúrias, Espanha) e de D. Menga Muñoz. Casou com D. Árias Galinda, de quem teve:
1. D. Blasco Blázquez de Ávila.[1]